# Prisciliano María Díaz González
Prisciliano María Díaz González, född 21 oktober 1826 i Calimaya, död 18 september 1894 i Mexico City, var en mexikansk politiker, domare, författare och deputerad.
När han var 14 år gammal började han studera på universitet Seminario Conciliar de México i Tlalpanområdet i Mexico City. Han avlade juridisk examen 1848 och blev invald i Mexikos generalkongress, Congreso de la Unión, i april 1849. Han blev senare kommunalprefekt (sedan 1940 heter titeln kommunalpresident) i Toluca. Som politiker var han specialiserad på Mexikos amparolag och konstitutionella rättigheter. Díaz González var en mycket aktiv politiker. Han var senator vid inte mindre än 5 eller 6 olika tillfällen i olika regimer, i tre olika delstater; Mexiko, Morelos och Jalisco. Han var också flera gånger deputerad och kandiderade även till guvernör i Jalisco. 
Han kom 1857 att skriva artiklarna angående personliga garantier som en del av kategorin mänskliga rättigheter i Mexikos federala konstitution. Diáz Gonzáles var också en viktig figur och förebild för den då begynnande mexikanska arbetarrörelsen.
Hans födelsestad, Calimaya, döptes om till Calimaya de Diáz González tio dagar efter hans död och bär namnet än i dag.